# Euro en Finlande
- États membres de la zone euro : 20 pays (Allemagne, Autriche, Belgique, Chypre, Croatie, Espagne, Estonie, Finlande, France, Grèce, Irlande, Italie, Lettonie, Lituanie, Luxembourg, Malte, Pays-Bas, Portugal, Slovaquie, Slovénie)
- Micro-États non membres de l'UE utilisant l'euro avec l'accord de l'UE : 4 pays (Andorre, Monaco, Saint-Marin et Vatican)
- États non membres de l'UE qui ont adopté l'euro unilatéralement : 2 pays (Kosovo et Monténégro)
- États membres de l'Union européenne (UE) qui ont rejoint le MCE II : 1 pays (Bulgarie)
- État membre de l'UE faisant partie du MCE II mais qui est exempté de l'obligation de rejoindre la zone euro (Danemark).
- États membres de l'UE qui ont l'obligation  de rejoindre la zone euro : 5 pays (Hongrie, Pologne, Roumanie, Suède et Tchéquie)

L'introduction de l'euro en Finlande a eu lieu le 1er janvier 1999 à la suite des décisions prises durant le Conseil européen du 3 mai 1998, en même temps que pour les dix autres premiers pays ayant adopté l'euro comme monnaie commune et sous forme scripturale (comptes bancaires, virements, chèques).
L'utilisation des billets et pièces entre en vigueur en même temps que pour ces autres pays et la Grèce, le 1er janvier 2002. L'adhésion de la Finlande à l'Union européenne remonte au 1er janvier 1995. Avant l’adoption de l’euro, la monnaie finlandaise était le mark finlandais.

## Adhésion à la zone euro
En 1991, le sommet de Maastricht fixe les conditions d'accès à l'union monétaire européenne.
Le mark finlandais (code ISO 4217 : FIM) devient une subdivision de la nouvelle monnaie européenne, l'euro (code EUR), le 1er janvier 1999, à raison de 1 EUR = 5,945 73 FIM.
À la suite de l’introduction des billets et des pièces en euro, une période transitoire de deux mois a été instaurée en Finlande, durant laquelle le mark finlandais et l’euro ont circulé simultanément. Cette phase de double circulation a pris fin le 1er mars 2002, date à laquelle l’euro est devenu la seule monnaie ayant cours légal dans le pays.
Les billets et pièces restaient toutefois échangeables à la Banque de Finlande jusqu’au 29 février 2012.

## Billets et pièces
La Banque de Finlande est autorisée par la Banque centrale européenne (BCE) à mettre des billets de banque en circulation en Finlande en fonction de leur demande. La responsabilité des pièces de monnaie en Finlande relève du ministère des Finances, mais le droit exclusif d'émettre des pièces en euros a été conféré à la Banque de Finlande en vertu de la Loi sur les pièces de monnaie.

### Référénces
1. ↑  « Conseil européen, 1998 »
2. ↑  « Taux de change Mark finlandais en euro » (consulté le 12 août 2025)
3. ↑  (en) « Finland and the euro » (consulté le 12 août 2025)
4. ↑  (en) « Échange de mark finlandais en euro » (consulté le 12 août 2025)
5. ↑  (en) « euro banknotes and coins »